# Luis Castedo Ribas
Luis Castedo Ribas, nacido en 1966 en Santiago de Compostela, es un ingeniero de telecomunicaciones español, catedrático de Teoría de la Señal y Comunicaciones de la Universidad de La Coruña, de la que fue candidato a rector en 2011.

## Biografía

### Formación
Hijo de Luis Castedo Expósito, después de estudiar el bachillerato en Santiago, marchó a Madrid para estudiar ingeniería de Telecomunicaciones en la Universidad Politécnica de Madrid.
Allí se licenció como ingeniero de telecomunicación en 1990, y en 1993 alcanzó el grado de Doctor Ingeniero de Telecomunicación.
En ese año completó estudios en la Universidad de Southern California y en la École supérieure d'électricité de Francia. 
Al año siguiente entró a trabajar como profesor titular en la Facultad de Informática de La Coruña, y en 2001 consigue la plaza de catedrático, en esa Facultad, en la que permanece actualmente.

### Labor investigadora
Desde 1994 es Director del Grupo de Tecnología Electrónica y Comunicaciones (GTEC) de la UDC. Sus líneas de investigación son el procesado de señal y teoría de la información en sistemas de comunicaciones inalámbricas y el prototipado de equipos terminales de comunicaciones inalámbricas. Participó en más de treinta proyectos de investigación financiados a través de convocatorias competitivas de entidades públicas a nivel autonómico, nacional y europeo, en la mayoría de ellos como investigador principal. Participó en más de veinticinco convenios de transferencia de tecnología con entidades privadas. Participó en diferentes comisiones de evaluación de proyectos de investigación a nivel autonómico y nacional. Fue miembro del comité científico de diferentes congresos nacionales e internacionales, y ha sido presidente de los Comités Organizadores del XVIII Symposium Nacional de la URSI 2003 en La Coruña, del Eighth IEEE Sensor Array and Multichannel Signal Processing Workshop (SAM 2014) en La Coruña, y del 27th European Signal Processing Conference (EUSIPCO 2019) en La Coruña. Es coinventor de una patente.

## Cargos desempeñados
Luis Castedo Ribas desempeñó (o desempeña) los siguientes cargos:
- Secretario del Departamento de Electrónica y Sistemas de la UDC (1997–2000).
- Miembro de la Comisión de Doctorado de la UDC (2002–2008).
- Director del Departamento de Electrónica y Sistemas de la UDC (2003–2009).
- Vocal de la Junta Directiva del Colegio Oficial de ingenieros de Telecomunicación de Galicia (COETG) (2009–actualidad).
- Vocal de la Comisión Gallega de Informes, Avaliación, Certificación y Acreditación (CGIACA) de la Agencia para a Calidad del Sistema Universitario de Galicia (ACSUG) (2013–actualidad).
- Gestor del Programa Tecnologías Electrónicas y de Comunicaciones (TEC), Subprograma Tecnologías de Comunicaciones (TCM), de la Subdirección General de Proyectos de Investigación de la Dirección General de Investigación Científica y Técnica del Ministerio de Economía y Competitividad (2014–actualidad).
- Miembro del CHIST-ERA Scientific Advisory Board.[2] (2014–actualidad).

## Candidato a rector de la Universidad
Luis Castedo Ribas se presentó a las elecciones a rector de la USC en 2011. En la primera vuelta, celebrada el 1 de diciembre, consiguió 1 140 votos ponderados, el 22 %, por lo que pasó a la segunda vuelta contra el candidato continuador Xosé Luís Armesto (33 %). En la segunda vuelta, celebrada el 13 de diciembre de 2011, Armesto se impuso a Castedo (48,8 %) y alcanzó el rectorado con un 51,2 %,

## Publicaciones
Castedo Ribas es coautor de más de 60 artículos en revistas científicas internacionales indexadas, coautor de más de 170 artículos en congresos  científicos internacionales con revisión por pares y coautor de tres capítulos de libros. (Ver 284 referencias de publicaciones de Luis Castedo aquí.)

### Artículos en libros
Luis Castedo Ribas publicó los siguientes artículos en libros:
- "Supresión ciega de interferencias de acceso múltiple en sistemas CDMA multiportadora", con Joaquín Míguez, en XIII Simposium Nacional de la Unión Científica Internacional de Radio, Pamplona, 16, 17 y 18 de septiembre de 1998. Libro de actas, 1998, ISBN 84-89654-12-3, págs. 173-174.
- "Análisis de estabilidad de algoritmos de separación de fuentes", con Adriana Dapena y Cristina Mejuto, en XIII Simposium Nacional de la Unión Científica Internacional de Radio: Pamplona, 16, 17 y 18 de septiembre de 1998. Libro de actas, 1998, ISBN 84-89654-12-3, págs. 425-426.
- Técnica de proyección para cancelación de interferencias en sistemas CDMA multiportadora, con Daniel Iglesia y Carlos J. Escudero Cascón, en  XIII Simposium Nacional de la Unión Científica Internacional de Radio: Pamplona, 16, 17 y 18 de septiembre de 1998. Libro de actas, 1998, ISBN 84-89654-12-3, págs. 175-176.
- Blind adaptive beamforming using the spectral line generation property of CPFSK signals, con Daniel Iglesia, Adriana Dapena y Cristina Mejuto", en Fourth Baiona Workshop on Intelligent Methods for Signal Processing and Communications: based on the proccedings of a conference organized by the University of Vigo, held at Baiona in June 1996 / Domingo Docampo Amoedo (ed. lit.), Aníbal Ramón Figueiras Vidal (ed. lit.), Fernando Pérez González (ed. lit.), 1996, ISBN 84-8158-043-0, págs. 96-100.

### Algunos artículos en revistas
- Detección Automática de Eventos en el Taller de Tuberías del Astillero 4.0, con Paula Fraga-Lamas Lamas, Tiago M. Fernández Caramés, Diego Noceda Davila, Manuel A. Díaz Bouza, Miguel Vilar Montesinos y José Daniel Pena Agras, en Bit, ISSN 0210-3923, N.º 206 (noviembre de 2017), 2017, págs. 29-33.[6]

### Tesis doctorales dirigidas o codirigidas
Luis Castedo Ribas dirigió, o codirigió, 14 tesis de doctorado.

## Premios
Castedo fue acreedor de los siguientes premios:
- Best Paper Award, en el Congreso IEEE/ITG Workshop on Smart Antennas (WSA), celebrado en Viena, Austria, en febrero de 2007.
- Best Paper Award, en el Congreso 14th IEEE International Workshop on Signal Processing Advances in Wireless Communications (SPAWC 2013), celebrado en Darmstadt, Alemania, en junio de 2013.